# This Unruly Mess I've Made
This Unruly Mess I've Made é o segundo álbum de estúdio do duo norte-americano de hip hop Macklemore & Ryan Lewis, lançado a partir de 26 de Fevereiro de 2016 através da editora discográfica Macklemore LLC sob distribuição da Alternative Distribution Alliance (ADA). Dois singles foram divulgados de modo a apoiar o álbum: "Downtown", com participação de Eric Nally, Melle Mel, Kool Moe Dee e Grandmaster Caz; "Dance Off" com participação de Idris Elba e Anderson Paak; e ainda "White Privilege II", com participação de Jamila Woods, lançado como um single promocional.

## Alinhamento de faixas
| This Unruly Mess I've Made |                                                                                        | |                            |         |  |
| N.º                        | Título                                                                                 | Compositor(es) | Produtor(es)               | Duração |  |
| 1.                         | "Light Tunnels" (com participação de Mike Slap)                                        | Ben Haggerty Ryan Lewis Michael Slavtcheff Josh Rawlings Andrew Joslyn Elan Wright Joshua Karp                                                           | Lewis                      | 6:37    |  |
| 2.                         | "Downtown" (com participação de Eric Nally, Melle Mel, Kool Moe Dee e Grandmaster Caz) | B. Haggerty Lewis Eric Nally Melvin Glover Mohandes Dewese Curtis Fisher Karp Rawlings Jacob Dutton Evan Flory-Barnes Tim Haggerty Darian Asplund        | Lewis                      | 4:52    |  |
| 3.                         | "Brad Pitt's Cousin" (com participação de Xperience)                                   | B. Haggerty Lewis Tyler Andrews Rawlings | Lewis                      | 3:11    |  |
| 4.                         | "Buckshot" (com participação de KRS-One and DJ Premier)                                | B. Haggerty Lewis Lawrence Parker Christopher Martin Rawlings Cab Calloway Buster Harding Jack Palmer                                                    | Lewis                      | 3:33    |  |
| 5.                         | "Growing Up (Sloane's Song)" (com participação de Ed Sheeran)                          | B. Haggerty Lewis Ed Sheeran Karp Owuor Arunga Rawlings                                                                                                  | Lewis                      | 5:05    |  |
| 6.                         | "Kevin" (com participação de Leon Bridges)                                             | B. Haggerty Lewis Todd Bridges Karp Rawlings Joslyn Andrews                                                                                              | Lewis                      | 4:40    |  |
| 7.                         | "St. Ides"                                                                             | B. Haggerty Lewis Karp Rawlings | Lewis                      | 3:39    |  |
| 8.                         | "Need to Know" (com participação de Chance the Rapper)                                 | B. Haggerty Lewis Chancelor Bennett Calvin Price Carl "Cardiak" McCormick                                                                                | Lewis                      | 3:52    |  |
| 9.                         | "Dance Off" (com participação de Idris Elba and Anderson .Paak)                        | B. Haggerty Lewis Idris Elba Brandon Anderson Karp Josh Dobson Sam Wishkoski Andrews                                                                     | Lewis Karp [a]             | 3:49    |  |
| 10.                        | "Let's Eat" (com participação de Xperience)                                            | B. Haggerty Lewis Andrews Rawlings | Lewis                      | 2:55    |  |
| 11.                        | "Bolo Tie" (com participação de YG)                                                    | B. Haggerty Lewis Keenon Jackson Stu Phillips Bob Stone                                                                                                  | Lewis                      | 3:37    |  |
| 12.                        | "The Train" (com participação de Carla Morrison)                                       | B. Haggerty Lewis Carla Morrison Rawlings Karp Andrews                                                                                                   | Lewis Karp [b]             | 3:07    |  |
| 13.                        | "White Privilege II" (com participação de Jamila Woods)                                | B. Haggerty Lewis Jamila Woods Hollis Wong-Wear Ahamefule Oluo Karp Flory-Barnes Rawlings Asplund D'Vonne Lewis Andrews Larry Griffin, Jr. Glen Reynolds | Lewis Oboohoo [b] Karp [b] | 8:42    |  |

| This Unruly Mess I've Made — Faixas bónus da edição deluxe digital |                                            |                                 |              |         |  |
| N.º                                                                | Título                                     | Compositor(es)                  | Produtor(es) | Duração |  |
| 14.                                                                | "The Shades"                               | B. Haggerty Lewis Karp Rawlings | Lewis        | 3:44    |  |
| 15.                                                                | "Spoons" (com participação de Ryan Bedard) | B. Haggerty Lewis Karp Rawlings | Lewis        | 3:48    |  |

Notas
- ↑[a]  denota um produtor adicional.
- ↑[b]  denota um co-produtor.

## Desempenho nas tabelas musicais
| País — Tabela musical (2016)                        | Posição de pico |
| --------------------------------------------------- | --------------- |
| Austrália — Top 100 Albums Chart (ARIA)             | 6               |
| Austrália — Top 50 Urban Albums Chart (ARIA)        | 2               |
| Áustria — Ö3 Austria Top 40 Albums                  | 4               |
| Bélgica (Flandres) — Ultratop 200 Albums            | 9               |
| Bélgica (Valónia) — Ultratop 200 Albums             | 17              |
| Canadá — Albums Chart (Billboard)                   | 4               |
| República Checa — ČNS IFPI                          | 93              |
| Países Baixos — Album Top 100 (MegaCharts)          | 15              |
| Finlândia — Suomen virallinen albumlista            | 33              |
| França — Top Albums (SNEP)                          | 31              |
| Alemanha — Offizielle Top 100 (GfK)                 | 4               |
| Irlanda — Top 75 Artist Album (IRMA)                | 6               |
| Itália — Albums Chart (FIMI)                        | 16              |
| Nova Zelândia — Top 40 Albums (Recorded Music NZ)   | 5               |
| Noruega — Topp 40 Albums (VG-lista)                 | 17              |
| Suécia — Albums Top 60 (Sverigetopplistan)          | 36              |
| Suíça — Albums Top 100 (Schweizer Hitparade)        | 3               |
| Reino Unido — Official Albums Top 100 (OCC)         | 16              |
| Reino Unido — Official R&B Albums Top 40 (OCC)      | 1               |
| Estados Unidos — Billboard 200                      | 4               |
| Estados Unidos — Top R&B/Hip-Hop Albums (Billboard) | 1               |
| Estados Unidos — Independent Albums (Billboard)     | 1               |

| País — Tabela musical (2016)                        | Posição |
| --------------------------------------------------- | ------- |
| Austrália — ARIA Top 100 Albums Chart               | 48      |
| Bélgica (Flandres) — Ultratop 200 Albums            | 112     |
| Estados Unidos — Top R&B/Hip-Hop Albums (Billboard) | 32      |